# Kanbun
Kanbun (漢文), littéralement « écriture han ») ou plus précisément kanbun kundoku (漢文訓読), littéralement « lecture japonaise d'un texte en écriture han », est le chinois classique ou littéraire écrit pour des Japonais.

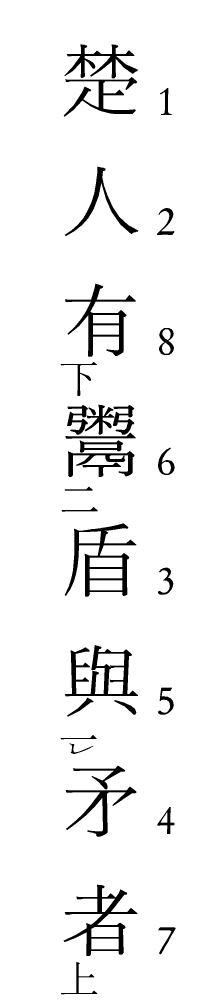
Exemple de kaeriten.

Avant l’apparition des différentes écritures du japonais et des syllabaires kana, le kanbun fut utilisé pour écrire les textes japonais. De nos jours, le kanbun est utilisé pour annoter le chinois classique ou littéraire et est une discipline obligatoire dans l’enseignement supérieur, et dès lors en japonais moderne, le mot « kanbun » est aussi utilisé pour évoquer la littérature chinoise classique comme un tout.
Le kanbun moderne utilise un jeu de caractères connus comme « éléments de retour » (返り点, kaeriten) ou « éléments japonais » (訓点, kunten). Par exemple, la phrase suivante de Han Fei Zi (signification : « Chez le peuple Chu, il y avait une personne qui a vendu des lances et des boucliers. ») :
- 楚人有鬻盾與矛者

serait écrit en kaeriten de la façon suivante :
- 楚人有㆘鬻㆓盾與㆒㆑矛者㆖

Pour lire ceci, le caractère noté « bas » (下, shita) est mis à la place du caractère « haut » (上, ue), et de même le caractère « deux » (二, ni) est mis à la place du caractère « un » (一, ichi). L’élément d'inversion (レ, re) indique que l'ordre des caractères adjacents doit être inversé. Éléments pris un à un, la phrase devient :
- 楚人盾矛與鬻者有

Et la phrase finale suit donc dorénavant l'ordre japonais Sujet-Objet-Verbe. Une conjugaison peut également être ajoutée avec les okurigana et les caractères correspondants (tels 與) doivent être enlevés :
- 楚人に盾と矛とを鬻ぐ者有り

parfois, la lecture de caractère peut être annotée avec des furigana :
- 楚人に盾と矛とを鬻ぐ者有り

La traduction complète est connue sous le nom de « lecture japonaise » (訓読, kundoku).